# Daihatsu
Công ty cổ phần Công nghiệp Daihatsu (tiếng Nhật: ダイハツ工業株式会社, tiếng Anh: Daihatsu Motor Co., Ltd) là một công ty sản xuất ô tô của Nhật Bản. Trụ sở chính của công ty đặt tại thành phố Ikeda, tỉnh Ōsaka. Daihatsu là một thành viên của tập đoàn Toyota.

## Lịch sử
- 1907 – Công ty cổ phần Chế tạo Hatsudoki được thành lập
- 1951 – Đổi tên thành Công ty cổ phần Công nghiệp Daihatsu. Dai lấy từ kanji 大 để chỉ Ōsaka (大阪) và Hatsu lấy từ chữ Hán 発 để chỉ các loại động cơ do công ty chế tạo.
- 1967 – Liên kết với Toyota
- 1988 – Chi nhánh Daihatsu tại Mỹ cho ra hai dòng xe Charade và Rocky
- 1992 – Chi nhánh Daihatsu tại Mỹ đóng cửa vào tháng 2, các dòng xe của Daihatsu tại Mỹ được Toyota kế thừa
- 1999 – Toyota nằm 51% giá trị thị trường (cổ phần) của Daihatsu.

Sau khi sản xuất dòng xe ba bánh, Daihatsu đã chế tạo dòng xe bốn bánh đầu tiên vào năm 1958. Trong tập đoàn Toyota, Daihatsu chuyên về sản xuất xe du lịch công suất nhỏ và xe địa hình với hệ dẫn động bốn bánh. Không lâu sau vào năm 1966, hãng cho ra đời mẫu Compagno là chiếc xe của Nhật đầu tiên được nhập vào thị trường Anh.

## Các loại xe ô tô do Daihatsu chế tạo
Dòng xe nhỏ, đặc trưng bởi hai mẫu Domino và Charade, hầu hết sử dụng động cơ ba xy lanh gồm động cơ Diesel 1,0 lít rất nhỏ. Mẫu ba xy-lanh tối ưu là Garade GTI, với động cơ 993cc.
Luật thuế nội địa của Nhật Bản đã làm xuất hiện dòng xe thành phố cấp K nhỏ bé, phù hợp với những quy định nghiêm ngặtvề kích thước và kiểu dáng. Chiếc của của Daihatsu, với động cơ 2 xy-lanh 547cc, xuất hiện lần đầu tiên vào năm 1976. Một thập kỷ sau đó các tính năng này đã được kết hợp trong chiếc Leeza, với phiên bản turbo 50 bhp.
Chiếc xe địa hình với hệ dẫn động bốn bánh của Daihatsu là chiếc Taft thiết thực, sử dụng các loại động cơ xăng 1 lít tới động cơ diesel 2,5 lít. Chiếc Fourtrak, ra đời năm năm 1985, hoạt động tốt hơn chiếc địa hình trước đó. Chiếc Sportrak, được tung ra năm 1990 nhằm vào thị trường nhàn rỗi, mặc dù nó bị tụt hậu so với những chiếc xe mới hơn như Honda’s CR-V hay Toyota RAV4.
Một quy định hơi lỏng chút ít đối với dòng xe cấp K cho phép mở rộng thêm kích cỡ. Chiếc Move năm cửa cỡ nhỏ, được hãng thiết kế cùng với IDEA ở Italy, sử dụng động cơ 3 xi lanh 847ccn van 12, số tự động 3 cấp hơn hẳn hộp số sàn 5 cấp. Chương trình quảng cáo xe Move của Anh mang phong cách kỳ lạ (quảng cáo sử dụng ngôn từ "huyền bí") – bất chấp độ dài ngắn ngủn của chiếc xe này, nhưng nó vẫn có độ cao vừa đủ cho phép lái xe có thể đội thêm mũ khi lái. Một chiếc truyền thống hơn là Grand Move, về cơ bản là mẫu MPV với động cơ 1,5 lít.
Dòng xe Anh của Daihatsu về tổng thể có xu hướng đặc trưng bởi những chiếc xe nhỏ hơn, không có gì là nổi bật nhưng được trang bị khác thường. Chỉ có một ngoại lệ đó là Copen roadster đặc sắc. Mặc dù không theo tiêu chuẩn châu Âu, nhưng Daihatsu đang được nghiên cứu tính khả thi và chi phí để chuyển thể sang kiểu mẫu xuất khẩu.